# Штутгарт (спортивный клуб)
Команда спортивных игр «Штутгарт» 1893 (нем. Verein für Bewegungsspiele Stuttgart 1893 e.V.) — немецкое спортивное общество из одноимённого города, пятое по числу членов общество Германии и самое крупное в Баден-Вюртемберге. Наиболее известно своей футбольной командой, также имеются команды по волейболу, хоккею на траве, лёгкой атлетике, настольному теннису и фистболу.

## История
Общество было основано в 1893 году, как студенческая регбийная команда. Футбольная команда существует с 1912 года.